# Alfa Romeo 159
Der Alfa Romeo 159 (Typ 939) ist ein Mittelklasse-Pkw des italienischen Automobilherstellers Alfa Romeo, der von September 2005 bis Oktober 2011 in Pomigliano d’Arco, einer Stadt in der Provinz Neapel, produziert wurde.
Mit diesem Modell zielte die Fiat-Tochter gegen die sogenannten Premiumlimousinen der Mittelklasse anderer Hersteller wie vor allem den BMW 3er und den Audi A4.
Der indirekte Nachfolger des 159 ist die seit Mitte 2016 angebotene Alfa Romeo Giulia.

## Daten
Den 159 präsentierte Alfa zusammen mit dem Brera in Deutschland erstmals auf der 15. Auto Mobil International (AMI) in Leipzig am 2. April 2005. Die Form des Wagens stammt von Giugiaro und dem Centro Stile Alfa Romeo. Alfa Romeo 159, Brera und Spider sind die einzigen Serienfahrzeuge auf der von Fiat für das Joint Venture mit GM entwickelten Premium-Plattform, die 2003 in einer reinen Designstudie namens Opel Insignia vorgestellt wurde. Dieses Fahrzeug hatte weder gestalterisch noch konzeptionell oder konstruktiv Ähnlichkeit mit dem späteren Serienfahrzeug gleichen Namens, das auf einer ganz anderen, einfacheren Plattform basierte und auch in einer anderen Fahrzeugklasse angesiedelt war als die Studie.
Für den Namen wurde die Typenbezeichnung Tipo 159 des Rennwagens aus dem Jahre 1951 wiederbelebt, mit dem Juan Manuel Fangio die Formel-1-Weltmeisterschaft gewann.
Vorgänger des Alfa 159 ist der Alfa Romeo 156. War der Alfa Romeo 156 als Limousine ausschließlich mit Vorderradantrieb zu haben (nur in der Version Sportwagon auch mit Allradantrieb), gibt es den Alfa Romeo 159 auch mit Allradantrieb (Alfa-Romeo-Bezeichnung: Q4), jedoch nur mit den stärksten Motoren (3.2 V6 24V und 2.4 JTDm). Die Dieselmotoren waren aus dem Fiat-Konzernprogramm übernommen, die Ottomotoren basierten durchweg auf GM-Konstruktionen, die Alfa Romeo durch neue Zylinderköpfe mit Direkteinspritzung verfeinert hatte. Der V6 kam dabei von der australischen GM-Tochter Holden, die anderen Motoren basierten auf Triebwerken von Opel und waren gleichfalls mit neuen Köpfen und Direkteinspritzung ausgestattet. Später wurden die Opel-basierten Saugmotoren durch eine aufgeladene Konstruktion aus dem Fiat-Konzern ersetzt.
Auf dem Genfer Auto-Salon zeigte Alfa Romeo im März 2006 die Sportwagon genannte Kombiversion des 159. Diese ist technisch mit der Limousine gleich. Auch der Crosswagon Q4 mit Allradantrieb erhielt einen Nachfolger.
Im Oktober 2006 wurde der Alfa Romeo 159 Sportwagon durch die Zeitung Auto Bild in der Kategorie Limousinen und Kombis als Das schönste Auto der Welt 2006 ausgezeichnet.
Im Herbst 2011 lief die Fertigung aus. Wegen vorangegangener Überproduktion war der 159 noch bis Ende 2012 lieferbar.

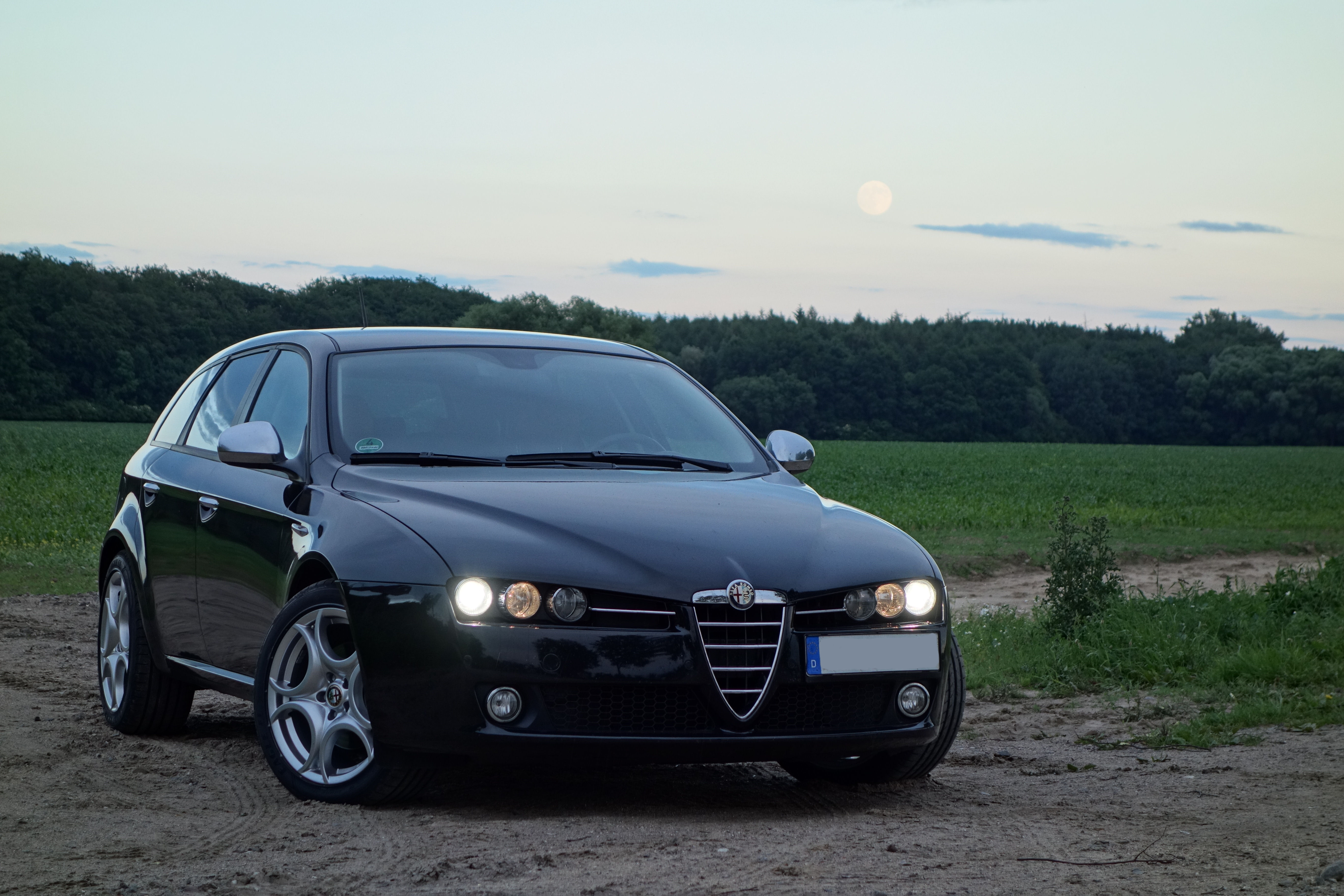
Sportwagon Front
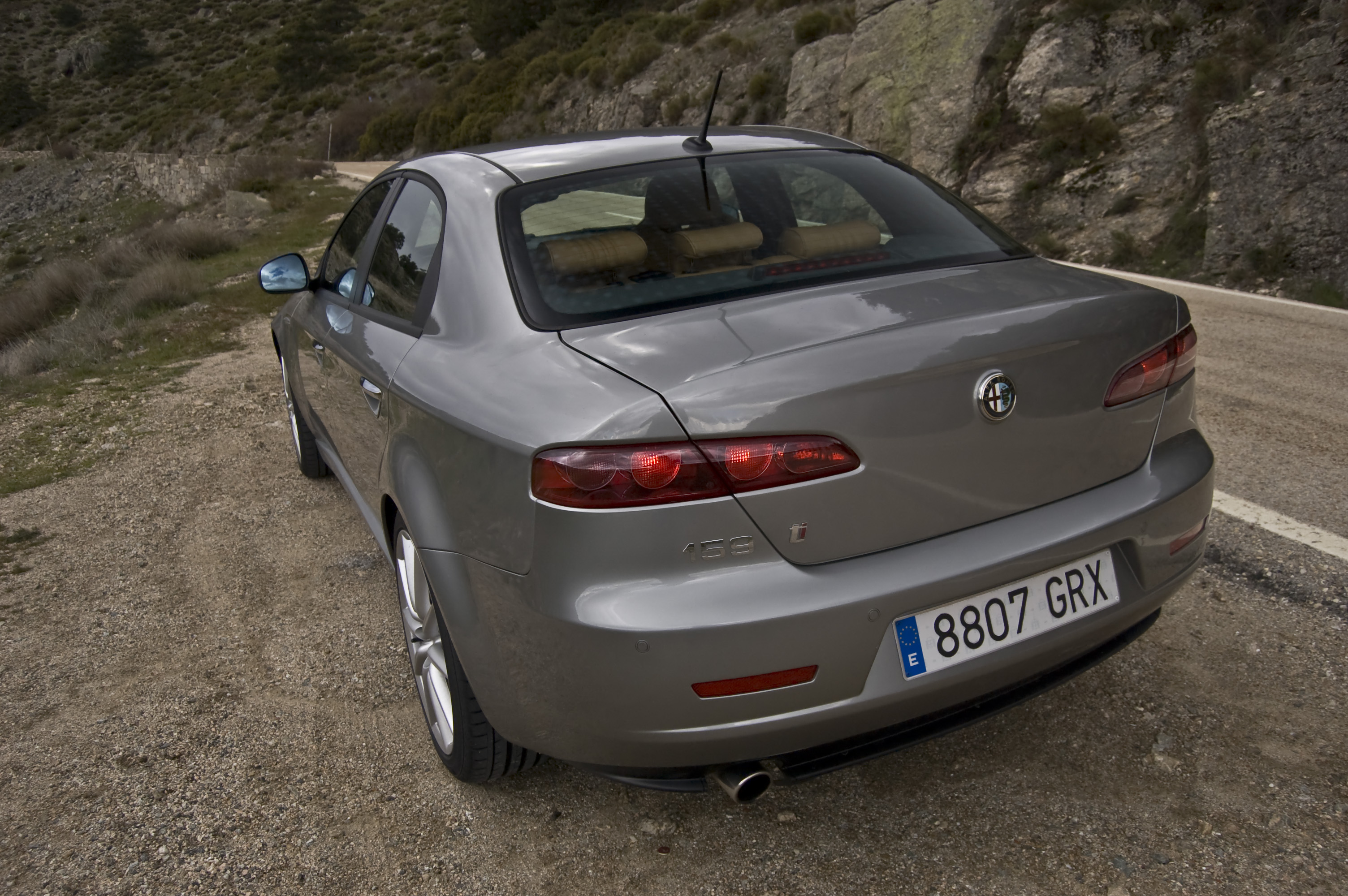
Heckansicht
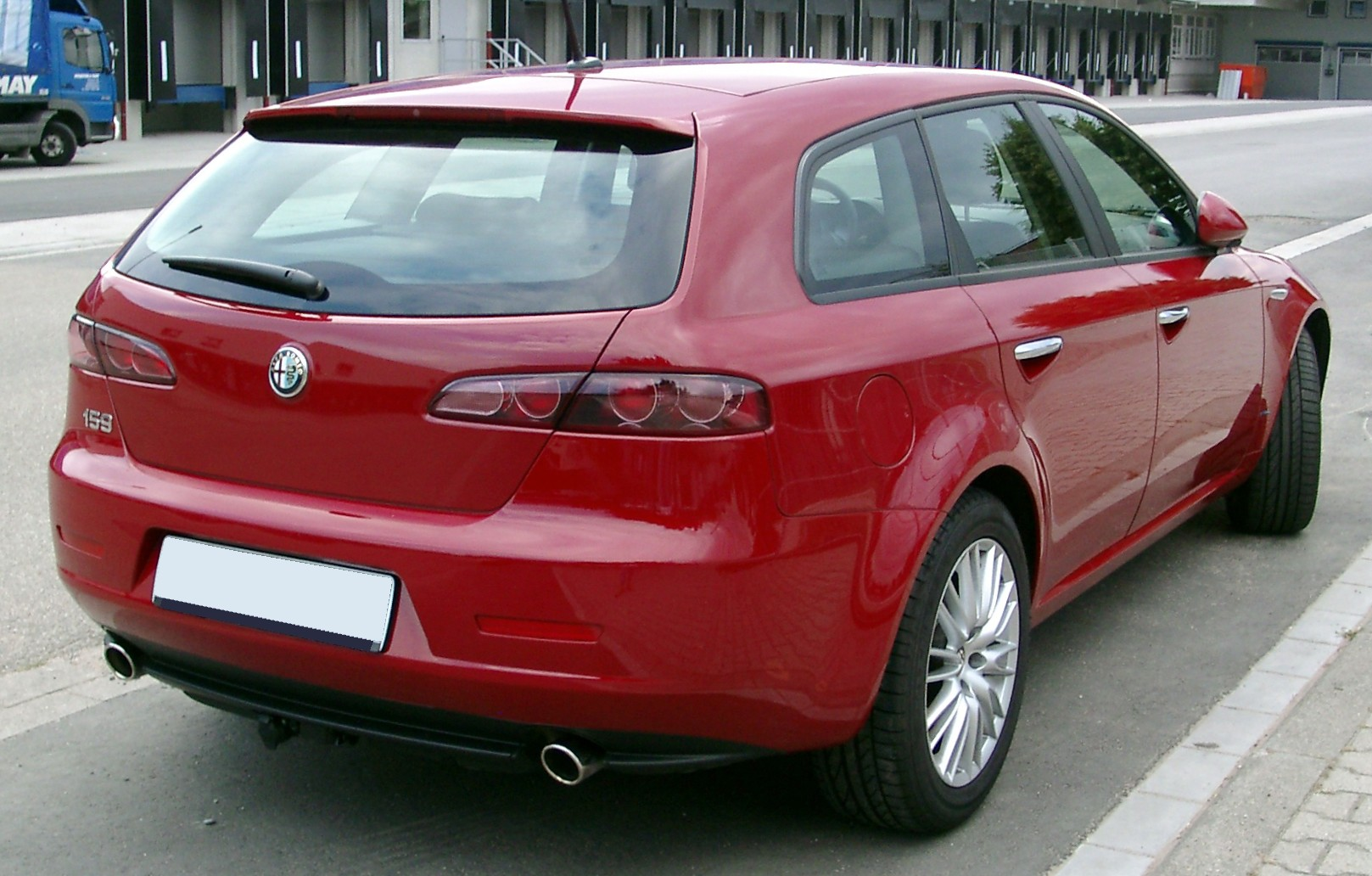
Alfa Romeo 159 Sportwagon (2006–2011)

## Italienische Polizei
In Italien wird der Alfa 159 bei der Polizia di Stato in hellblauer Lackierung mit weißen Seitenstreifen, aus denen an den vorderen Kotflügeln ein Panther entspringt, eingesetzt. Auch die italienischen Carabinieri nutzen den Alfa 159 als Einsatzfahrzeug, dort dunkelblau lackiert mit roten Seitenstreifen.

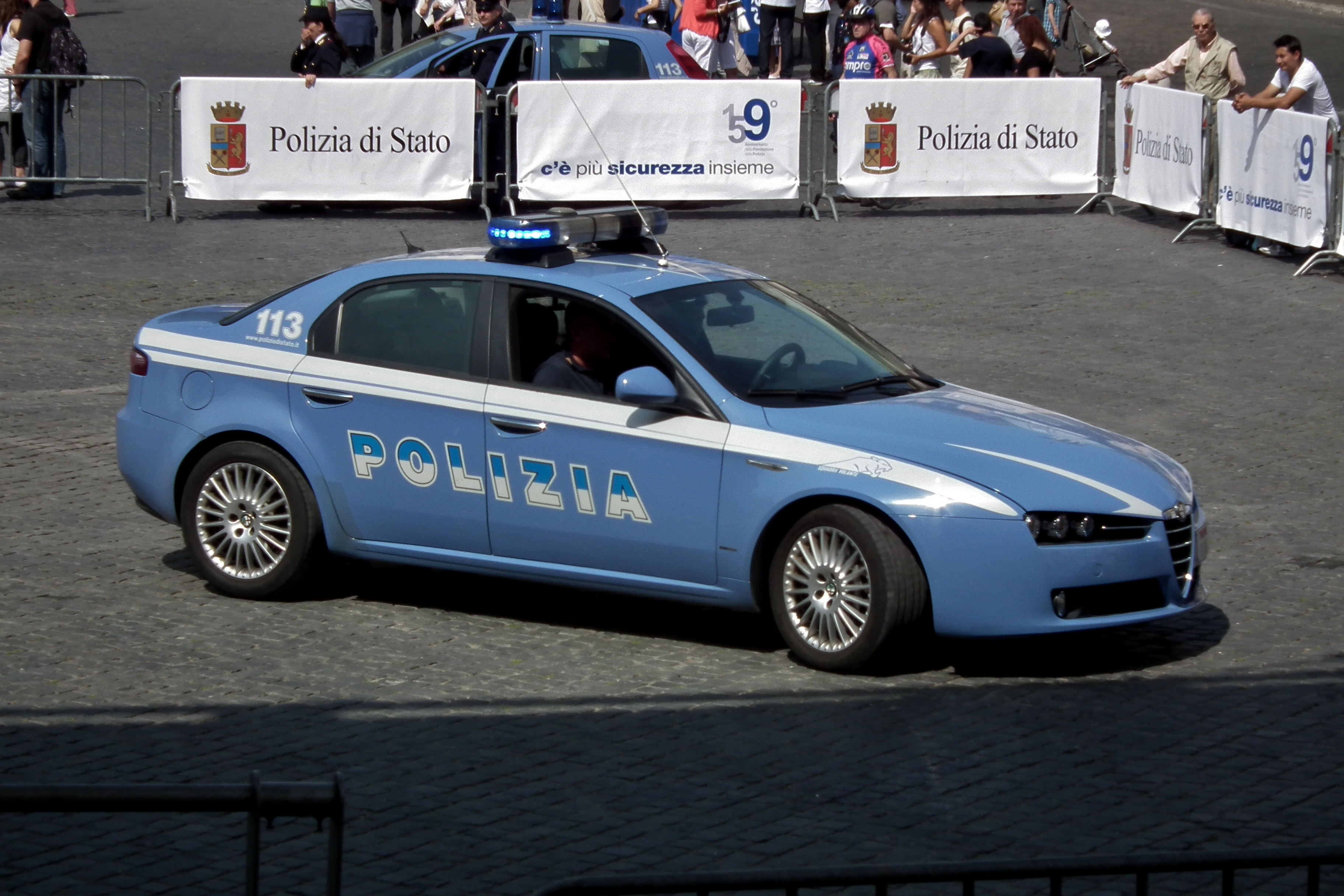
Ein Alfa 159 der Polizia
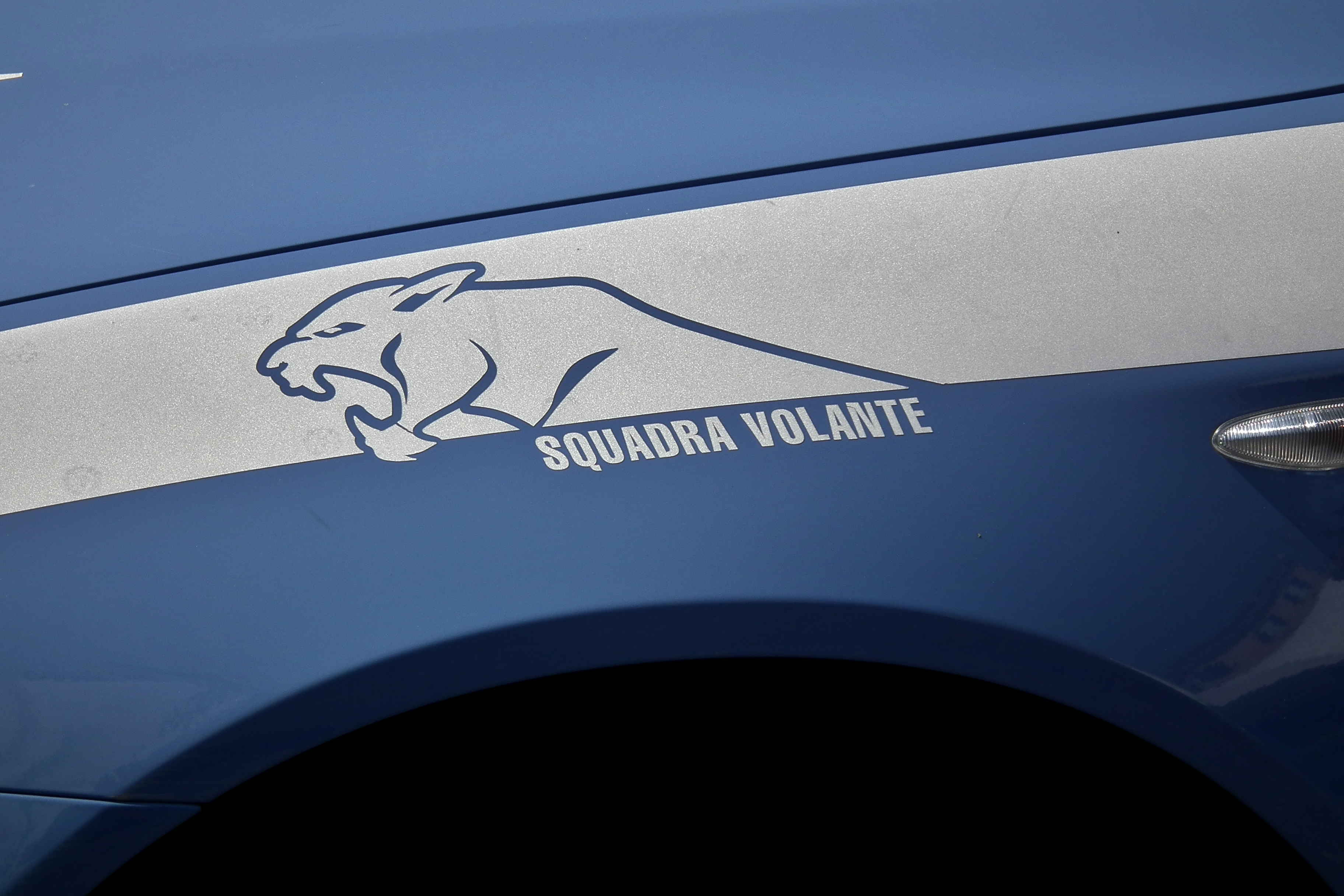
Panther am vorderen Kotflügel
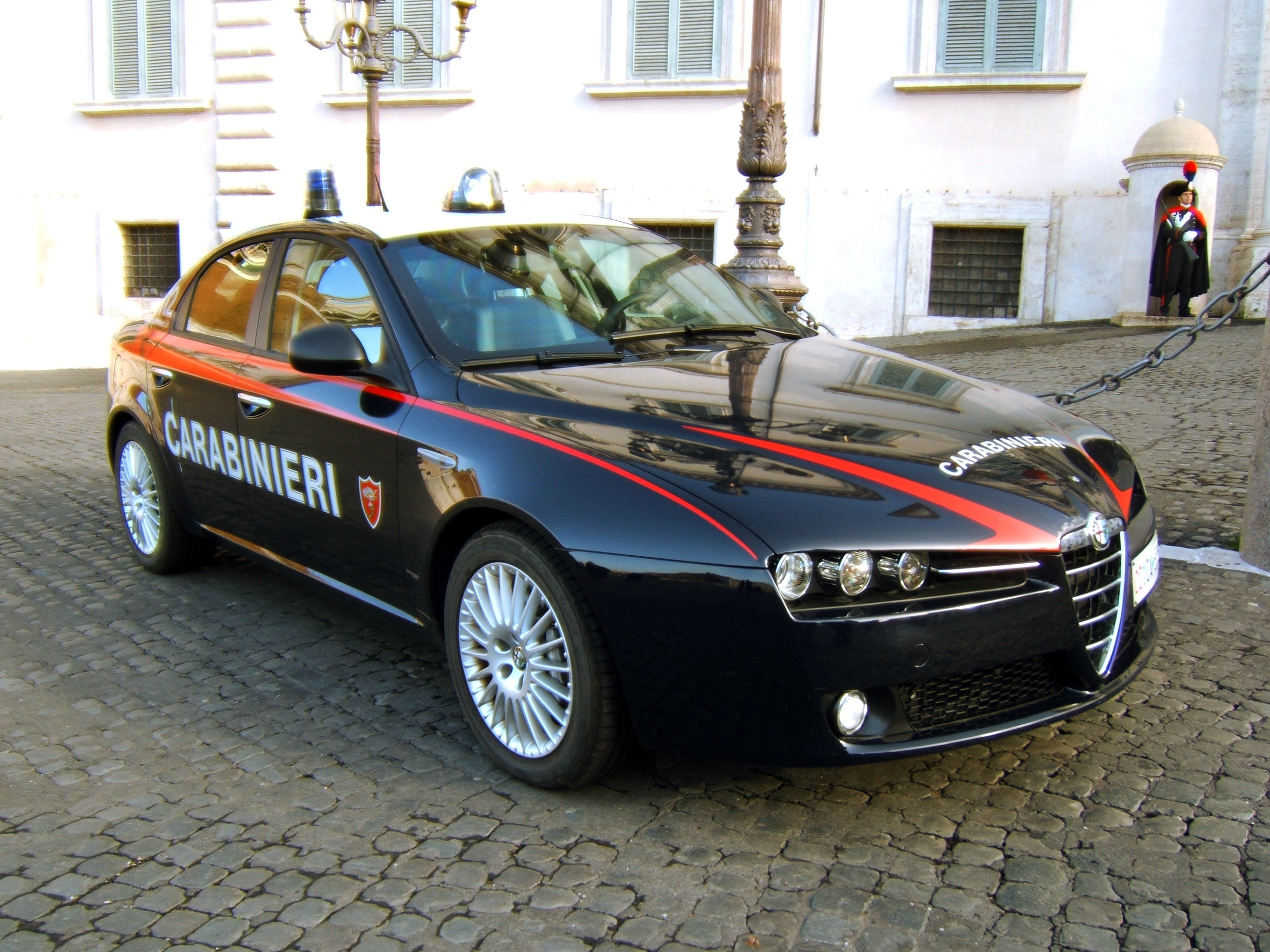
Alfa 159 der Carabinieri

## Entwicklungsgeschichte
Der 159 entstand zur Laufzeit des Joint Venture zwischen GM und Fiat (2000 bis 2005). Im Rahmen der Kooperation war Fiat zuständig für Kleinwagen (der Opel Corsa dieser Zeit basiert auf dem Fiat Punto), für Dieselmotoren und für Fahrzeuge gehobenen Anspruchs der Mittelklasse.
Letztere sollten Modelle von Alfa Romeo werden, ein geplanter und nie realisierter kleiner Cadillac nebst Schwestermodell von Buick und ein neuer Saab, die sich eine neue Plattform teilen sollten. Der Entwicklungsauftrag dafür ging innerhalb des Fiat-Konzerns an Alfa Romeo.
Dort sah man sich aufgrund der international unterschiedlichen Ansprüche mit einer Vielzahl von Anforderungen an die neu zu entwickelnde Plattform konfrontiert. Die geplanten Modelle sollten mit Vier-, Sechs- und Achtzylindermotoren in Reihen- und V-Bauweise ausgestattet werden, die Motoren sollten sowohl längs als auch quer eingebaut werden können, die Fahrzeuge sollten je nach Bedarf Front-, Allrad- oder Hinterradantrieb haben. Außerdem sollten alle in Frage kommenden Crashtestnormen aller geplanten Märkte erfüllt werden. Insbesondere sollten gewisse Komfortansprüche bezüglich der Innenraumbreite auf dem amerikanischen Markt besonders berücksichtigt werden.
Diese weit gesteckten Anforderungen führten dazu, dass die neue Plattform einerseits wegen der US-Wünsche sehr breit geriet und dennoch eine schlechte Raumökonomie aufwies, andererseits außerordentlich schwer war und hohe Produktionskosten hatte. Wegen der drohenden hohen Kosten wurde sehr bald seitens GM entschieden, dass die Plattform nicht mehr bei Saab Verwendung finden sollte.
Da das Joint Venture 2005 ein jähes Ende fand, fielen auch Cadillac/Buick als Abnehmer für die Plattform aus und es blieb nur noch Alfa Romeo übrig. Gemäß der Verträge im Joint Venture kam GM für die gesamten Kosten der Entwicklung in Höhe von mehr als einer Milliarde Dollar auf, die Rechte an der Konstruktion fielen dennoch an Fiat.
Fiat hatte damit eine bezahlte, moderne Plattform, deren Entwicklungsfokus allerdings nicht hauptsächlich auf dem Bedarf von Alfa Romeo gelegen hatte und die deswegen an vielen europäischen Ansprüchen und Vorstellungen schlicht vorbeikonstruiert war. Sergio Marchionne hat einmal in einer Pressekonferenz zu den zahlreichen Terminverschiebungen des Nachfolgemodells des 159 kommentiert, man habe beim 159 schmerzhaft gelernt, dass es nicht reiche, ein Alfa-Logo an ein zu großes und 400 Kilogramm zu schweres Auto zu schrauben, um Erfolg zu haben und gebe sich jetzt mehr Mühe, die Kundenvorstellungen zu treffen.
Ende Oktober 2011 wurde das letzte Fahrzeug im Werk Pomigliano d’Arco gebaut.

## Modellpflege
Anfang 2008 wurde der Alfa Romeo 159 in einigen Details überarbeitet, wobei die Preise unverändert blieben. Das von der Presse kritisierte zu hohe Gewicht senkte Alfa vor allem durch Modifikationen am Fahrwerk um 45 Kilogramm. Dadurch stieg die Zuladung von 445 auf 475 Kilogramm und das Leergewicht des Basismodells sank von 1505 auf 1460 Kilogramm.
Ebenso erhielten die Sitze eine neue Struktur und sollen dadurch mehr Seitenhalt bieten. Des Weiteren entfiel die Ausstattungslinie Progression, im Gegenzug wurde die Basisversion durch Brembo-Bremsen und das elektronische Sperrdifferential Q2 bei den frontgetriebenen Modellen aufgewertet. Ebenfalls mit Frontantrieb war nun auch der 3,2-l-V6-Ottomotor erhältlich. Neu waren außerdem die von 30.000 auf 35.000 Kilometer verlängerten Wartungsintervalle.
Beim überarbeiteten 159 ließ sich der Kofferraum durch einen Druck auf das Markenlogo am Heck öffnen, was vorher nur vom Innenraum aus oder mit dem Schlüssel möglich war.
Anfang 2009 erhielt der 159 zwei weitere neue Motoren. Zum einen war dies ein 1,8-Liter-Ottomotor mit 147 kW (200 PS), Turboaufladung, Direkteinspritzung und variabler Ventilsteuerung (1,8 TBi) und zum anderen ein 2,0-l-Dieselmotor mit 125 kW (170 PS); diese neuen Motoren waren jedoch nicht in allen Exportländern verfügbar. Den 1,9-l-Diesel gab es (in allen Ländern) bis zum Produktionsende.

## Technische Daten
| Modell            | Motorart    | Hubraum  | Zylinder | max. Leistung   | max. Drehmoment     | Beschleunigung, 0–100 km/h (1) | Höchstgeschwindigkeit, vmax (1) | Kraftstoffverbrauch (1) | CO2-Ausstoß (1) | Bauzeit         |
| ----------------- | ----------- | -------- | -------- | --------------- | ------------------- | ------------------------------ | ------------------------------- | ----------------------- | --------------- | --------------- |
| 1.8 MPI 16V       | Ottomotor   | 1796 cm³ | 4        | 103 kW (140 PS) | 175 Nm bei 3800/min | 10,4 s                         | 206 km/h                        | 7,7 l/100 km            | 181 g/km        | 03/2007–11/2010 |
| 1.8 TBi 16V       | Ottomotor   | 1742 cm³ | 4        | 147 kW (200 PS) | 320 Nm bei 1400/min | 07,7 s                         | 235 km/h                        | 7,8 l/100 km            | 189 g/km        | 03/2009–10/2011 |
| 1.9 JTS 16V       | Ottomotor   | 1859 cm³ | 4        | 118 kW (160 PS) | 190 Nm bei 4500/min | 9,7 s                          | 212 km/h                        | 8,7 l/100 km            | 205 g/km        | 09/2005–02/2008 |
| 2.2 JTS 16V       | Ottomotor   | 2198 cm³ | 4        | 136 kW (185 PS) | 230 Nm bei 4500/min | 8,8 s                          | 222 km/h                        | 9,4 l/100 km            | 221 g/km        | 09/2005–03/2009 |
| 3.2 JTS V6 24V    | Ottomotor   | 3195 cm³ | 6        | 191 kW (260 PS) | 322 Nm bei 4500/min | 7,1 s                          | 250 km/h                        | 11,0 l/100 km           | 260 g/km        | 02/2008–03/2009 |
| 3.2 JTS V6 24V Q4 | Ottomotor   | 3195 cm³ | 6        | 191 kW (260 PS) | 322 Nm bei 4500/min | 7,0 s                          | 240 km/h                        | 11,4 l/100 km           | 286 g/km        | 09/2005–11/2010 |
| 1.9 JTDM 8V       | Dieselmotor | 1910 cm³ | 4        | 88 kW (120 PS)  | 280 Nm bei 2000/min | 11,0 s                         | 191 km/h                        | 5,9 l/100 km            | 157 g/km        | 09/2005–11/2010 |
| 1.9 JTDM 16V      | Dieselmotor | 1910 cm³ | 4        | 110 kW (150 PS) | 320 Nm bei 2000/min | 9,4 s                          | 212 km/h                        | 6,0 l/100 km            | 159 g/km        | 09/2005–11/2010 |
| 2.0 JTDM 16V      | Dieselmotor | 1956 cm³ | 4        | 100 kW (136 PS) | 350 Nm bei 1750/min | 9,9 s                          | 202 km/h                        | 5,1 l/100 km            | 134 g/km        | 06/2010–10/2011 |
| 2.0 JTDM 16V      | Dieselmotor | 1956 cm³ | 4        | 125 kW (170 PS) | 360 Nm bei 1750/min | 8,8 s                          | 218 km/h                        | 5,4 l/100 km            | 142 g/km        | 03/2009–10/2011 |
| 2.4 JTDM 20V      | Dieselmotor | 2387 cm³ | 5        | 147 kW (200 PS) | 400 Nm bei 2000/min | 8,4 s                          | 228 km/h                        | 6,8 l/100 km            | 179 g/km        | 09/2005–11/2010 |
| 2.4 JTDM 20V      | Dieselmotor | 2387 cm³ | 5        | 154 kW (210 PS) | 400 Nm bei 1500/min | 8,2 s                          | 230 km/h                        | 6,8 l/100 km            | 179 g/km        | 05/2007–11/2010 |
| 2.4 JTDM 20V Q4   | Dieselmotor | 2387 cm³ | 5        | 154 kW (210 PS) | 400 Nm bei 1500/min | 8,3 s                          | 227 km/h                        | 7,2 l/100 km            | 192 g/km        | 05/2007–11/2010 |

- JTS = Jet Thrust Stoichiometric (strahlgeführte Benzin-Direkteinspritzung)
- JTDM = Jet Turbo Diesel Multijet (Common Rail Diesel-Direkteinspritzung mit mehreren Einspritzvorgängen pro Arbeitstakt)